# Công An, Kinh Châu
Công An (chữ Hán giản thể: 公安县, Hán Việt: Công An huyện) là một huyện thuộc địa cấp thị Kinh Châu, tỉnh Hồ Bắc, Cộng hòa Nhân dân Trung Hoa. Huyện Công An có diện tích 2257,5 km², dân số năm 2004 là 1,02 triệu người. Huyện Công An được chia thành các đơn vị hành chính gồm 14 trấn và 2 hương.
- Trấn: Phu Hà, Dương Gia Hán, Ma Mông Khẩu, Giáp Trúc Viên, Áp Khẩu, Ngẫu Trì, Hoàng Sơn Đầu, Chương Trang Phô, Sư Tử Khẩu, Ban Trúc Đang, Mạnh Gia Khê, Nam Bình, Mao Gia Cảng.
- Hương: Cam Gia Hán, Chương Điền Tự.